# Уриковское муниципальное образование
Уриковское муниципальное образование — сельское поселение в Иркутском районе Иркутской области Российской Федерации.
Административный центр — село Урик.

## История
Статус и границы сельского поселения установлены законом «О статусе и границах муниципальных образований Иркутского района Иркутской области».

## Население
| 2010    | 2011    | 2012  | 2013  | 2014  | 2015  | 2016  |
| ------- | ------- | ----- | ----- | ----- | ----- | ----- |
| 6709    | ↗6755   | ↗7319 | ↗7980 | ↗8871 | ↗9480 | ↗9987 |
| 2017    | 2021    |       |       |       |       |       |
| ↗11 115 | ↗15 775 |       |       |       |       |       |

## Состав сельского поселения
| № | Населённый пункт | Тип населённого пункта       | Население |
| - | ---------------- | ---------------------------- | --------- |
| 1 | Ангара           | деревня                      | ↗38       |
| 2 | Глазунова        | заимка                       | →125      |
| 3 | Грановщина       | поселок                      | 3139      |
| 4 | Малая Топка      | посёлок                      | ↗1952     |
| 5 | Московщина       | деревня                      | ↗878      |
| 6 | Парфёновка       | посёлок                      | 603~      |
| 7 | Столбова         | деревня                      | ↗647      |
| 8 | Урик             | село, административный центр | ↗2184     |
| 9 | Хайрюзовка       | деревня                      | →8        |